# Музичний слух
Музикальний слух, музичний слух — сукупність здібностей, необхідних для творіння, виконання і активного сприйняття музики.
Музикальний слух має на увазі високу тонкість сприйняття як окремих музичних елементів або якостей музичних звуків (висоти, гучності, тембру), так і функціональних зв'язків між ними в музичному творі (відчуття ладу, відчуття ритму, мелодичний, гармонічний та інші види слуху).

## Види
Серед різних видів музикального слуху, що виділяються за різними ознаками, найважливішими є:
- абсолютний — здатність визначати абсолютну висоту музичних звуків, не порівнюючи їх з еталоном;
- відносний — здатність визначати і відтворювати звуковисотні відносини в мелодії, акордах, інтервалах і т. д.;
- внутрішній — здатність до ясного уявного представлення (наприклад, по нотному запису або по пам'яті) окремих звуків, мелодичних і гармонічних побудов, цілих музичних п'єс.

Розвитком музикального слуху займається спеціальна дисципліна — сольфеджіо[джерело?], проте активно музикальний слух розвивається перш за все в процесі музичної діяльності. Різні прояви музикального слуху вивчаються в музичній психології, музичній акустиці, психофізіології слуху. Слух діалектично пов'язаний із загальною музичністю, що виражається у високому ступені емоційної сприйнятливості музичних явищ, в силі і яскравості викликаних ними образних уявлень і переживань.